# روش تنظیم سطح
روش تنظیم سطوح یک چهارچوب مفهومی برای استفاده از تنظیم سطوح به عنوان یک ابزار برای آنالیز عددی سطوح و اشکال است. مزیت این مدل این است که می تواند از محاسبات عددی شامل منحنی ها و سطوح بر روی یک شبکه کارتزینی بدون این که نیازی باشد تا این اهداف را پارامتری کند. (این روش، روش اویلری گفته می شود.). در ضمن، روش تنظیم سطح تغییرات توپولوژی را به راحتی دنبال می کند. به عنوان مثال، وقتی که یک شکل به دو قسمت قسمت تقسیم می شود، دارای سوراخ ها و یا بر عکس شکل صاف می شود. همه این اتفاقات باعث می شود که روش تنظیم سطوح را به یک ابزار قدرتمند برای مدل سازی اشکال متغیر با زمان مانند باد شدن یک کیسه هوای خودرو یا غوطه ور شدن یک قطره روغن در آب، تبدیل می کند.

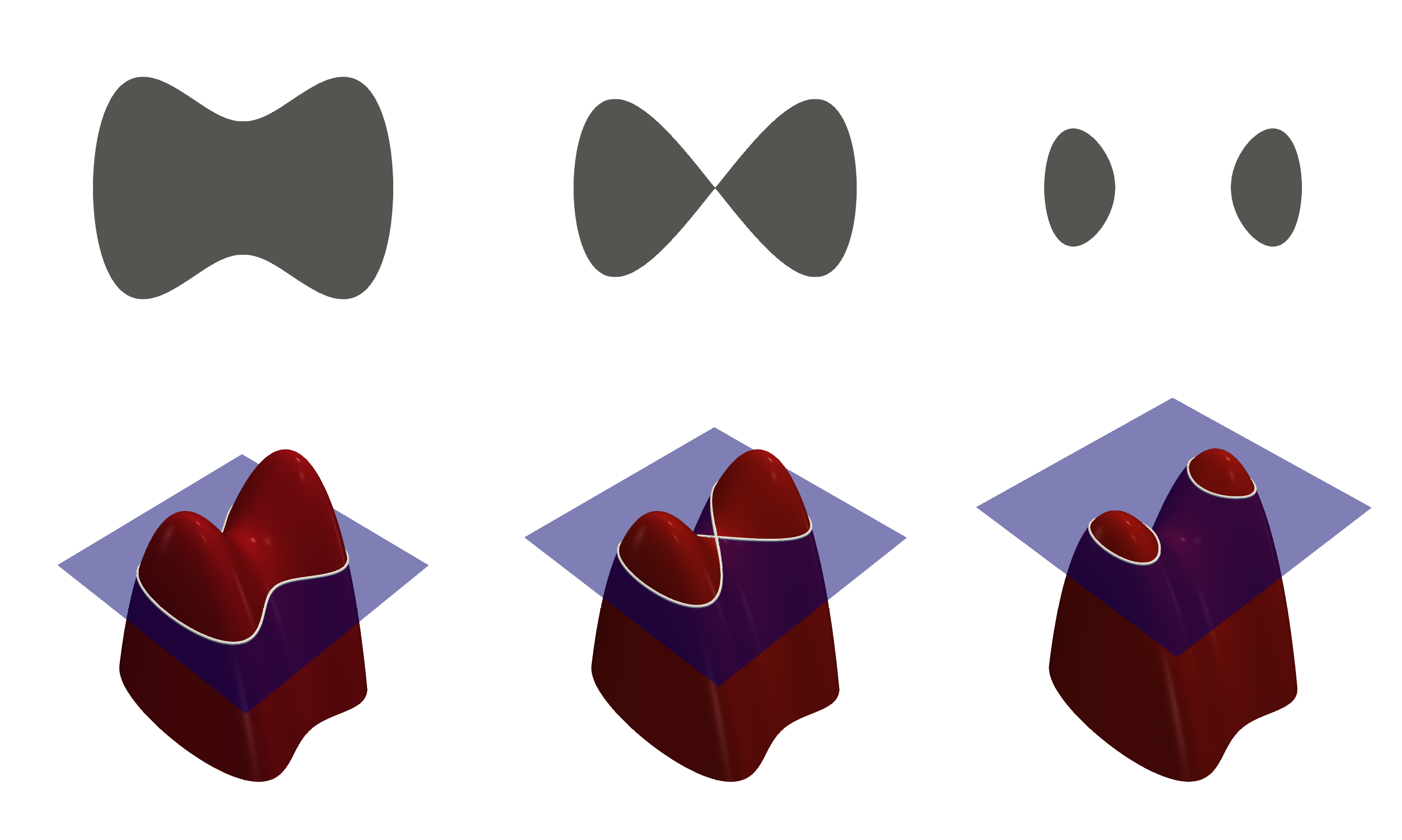
توصیفی از روش تنظیم سطح

شکل سمت راست چند موضوع مهم را در باره روش تنظیم سطح نشان می دهد و در شکل بالا سمت چپ ما یک شکل میبینیم که با یک مرز خوش رفتار، یک ناحیه محدود شده است. در زیر، سطح قرمز گراف یک تابع تنظیم سطح {\displaystyle \varphi } است که این شکل را مشخص می کند، و سطح صاف آبی نشان دهنده سطح xy است. مرز این شکل سطح صفر {\displaystyle \varphi } است، در حالی که خود شکل یک دسته از نقاط در سطح به ازای مقادیر مثبت {\displaystyle \varphi } ( داخل شکل) و یا صفر (در مرز) است.
در ردیف بالا می بینیم که شکل توپولوژی خودش را با تقسیم شدن به دو قسمت، تغییر می دهد. توصیف کردن این تغییر به صورت عددی با استفاده از پارامتری مردن مرز شکل و تکامل آن امری بسیار دشوار خواهد بود. بنا بر این، به یک الگوریتم نیاز داریم تا بتواند زمانی را که شکل به دو قسمت تقسیم می شود، تشخیص دهد و پس آن پارامتری کردن را برای دو منحنی تازه به دست آمده بسازد. از طرف دیگر، اگر به انتهای ردیف نگاه کنیم، میبینیم که تابع تنظیم سطح صرفا به پایین برگردانده شده است. این یکی از مثال هایی است که نشان می دهد کار کردن با یک شکل با استفاده از تنظیم سطح آن بسیار ساده تر از کار کردن مستقیم با آن است، در حالی که استفاده از شکل به صورت مستقیم نیازمند این است که تمام تغییر شکلهای احتمالی شکل را که ممکن است رخ دهد، در نظر گرفته شود.
بنابراین ، در دو بعد ،مقادیر روش سطح تنظیم نشان دهنده یک منحنی بسته است {\displaystyle \Gamma } (مانند مثال شکل شکل در مثال ما) با استفاده از یک تابع کمکی {\displaystyle \varphi } ، به نام تابع سطح تنظیم شده است. {\displaystyle \Gamma } به عنوان مجموعه سطح صفر نمایش داده می شود {\displaystyle \varphi }که در زیر معادله آن را میبینیم
{\displaystyle \Gamma =\{(x,y)\mid \varphi (x,y)=0\},}
و روش تنظیم سطح Γ را به طور ضمنی با تابع  φ کنترل می کند. این تابع فرض می شود که مقادیر مثبت را در درون ناحیه نامحدود با استفاده از منحنی Γ و مقادیر منفی را خارج از ناحیه می گیرد..

## معادله سطح تنظیم
اگر منحی Γ در جهت حرکت عادی خودش با سرعت v حرکت کند، آن گاه تابع تنظیم سطح  φ معادله تظنیم سطح را برآورده می کند.
{\displaystyle {\frac {\partial \varphi }{\partial t}}=v|\nabla \varphi |.}
در اینجا، {\displaystyle |\cdot |} نرم اقلیدسی است (که معمولاً توسط نوارهای منفرد درمعادلات با مشتقات جزئی مشخص می شود) ، و {\displaystyle t} زمان است این یک معادله دیفرانسیل جزئی است ، در یک حالت خاص، معادله همیلتون-جاکوبی ، و می توان آن را با روش های عددی  مثلا با استفاده از تفاوت های محدود در یک شبکه دکارتی حل کرد 
با این حال ، حل عددی معادله تنظیم سطح ، به تکنیک های پیچیده ای نیاز دارد. روش های ساده با خطاهای محدود نمی توانند به حل معادله کمکی بکنند . روشهای جایگزین ، مانند روش گودونوف ، عملکرد بهتری دارند. با این حال ، روش تنظیم سطح،ثابت نگه داشتن حجم و شکل سطح تعیین شده در یک میدان انتقال، را که باعث حفظ شکل و اندازه می شود، ،مثلا، یکنواخت یا سرعت چرخش، تضمین نمی کند. درعوض ، ممکن است شکل تنظیم سطح شده(شکلی که این روش بر روی آن اعمال شده است) به شدت دچار اعوجاج شود و تنظیم سطح ممکن است طی چندین مرحله زمانی از بین برود.به همین دلیل، به طور کلی روش های با اختلاف محدود مرتبه بالا مانند طرح های اساساً مرتب غیر نوسان (ENO) ضروری هستند و باید مورد استفاده قرار بگیرند و حتی در این صورت امکان سنجی شبیه سازی های طولانی مدت نیز جای سؤال دارد. روش های پیچیده دیگری برای حل این مشکل توسعه یافته اند که می توان به ترکیبی از روش تنظیم سطح با ذرات نشانگر ردیابی شده توسط میدان سرعت اشاره کرد.

## مثال
یک دایره با شعاع واحد را در{\textstyle \mathbb {R} ^{2}} در نظر بگیرید که با یک نرخ ثابت به روی خودش جمع می شود به طوری هر نقطه در مرز دایره در امتداد خود به داخل حرکت می کند و با سرعت ثابت به حالت عادی و پایدار خود می رسد. دایره کوچک می شد و در نهایت به یک نقطه تبدیل می شود. اگر یک میدان فاصله ابتدایی ساخته شود (مثلا یک تابع که مقدار آن علامت فاصله اقلیدسی تا مرز است ) روی دایره اولیه، گرادیان نرمالیزه شده میدان دایره نرمال خواهد بود.
اگر میدان یک مقدار ثابت که از زمان کم شده داشته باشد، سطح صفر از میدان جدید نیز دایره ای خواهد بود (که مرز ابتدایی بود) و به یک نقطه می رسد. این به این دلیل است که به طور مؤثر ادغام زمانی معادله ایکونال با سرعت جلو ثابت است.
در احتراق، این روش برای توصیف کردن سطح ناگهانی شعله استفاده می شود که به معادله G شناخته می شود

## تاریخچه
روش تنظیم سطح در دهه 1980 توسط ریاضیدانان آمریکایی استنلی اوشر و جیمز ستیان معرفی شد و توسعه پیدا کرد . در بسیاری از رشته ها مانند پردازش تصاویر دیجیتال ، گرافیک رایانه ، هندسه محاسباتی ، بهینه سازی ، دینامیک سیالات محاسباتی و بیوفیزیک محاسباتی پر کاربرد است و استفاده می شود.
تعدادی از ساختارهای داده تنظیم سطح برای تسهیل در استفاده از روش تنظیم سطح در کاربردهای کامپیوتری توسعه یافته اند

## کاربرد ها
- دینامیک سیالات محاسباتی
- احتراق
- برنامه ریزی مسیریابی
- بهينه سازي در رایانه و برنامه
- پردازش تصاویر دیجیتال
- بیوفیزیک محاسباتی

## دینامیک سیالات محاسباتی
برای احرای یک مدل ریاضی در خط اتصال دو سیال مختلف، ما نیاز داریم که برهم کنشهای بین سیالها را آهسته کنیم. بنا بر این نیاز داریم که یک تابع خاص را اعمال کنیم :
روش تنظیم سطح فشرده
به عنوان یک پیش زمینه، روش تنظیم سطح فشره یک متمم از روش تنظیم سطح است که به حل کردن معادلات روش تنظیم سطح کمک می کند. این روش در شبیه سازی عدد جریان می تواند مورد استفاده قرار بگیرد. به عنوان مثال اگر ما با گسسته سازی خط اتصال هوا-آب کار می کنیم، در مرتبه ششم فشرده می شود و دقت و محاسبات سریع معادلات خط اتصال را تضمین می کند (مونتیرو 2018)
روش تنظیم سطح از یک تابع فاصله برای تشخیض مکان سیالهای مختلف استفاده می کند. تابع فاصله آن اسن که مقدار آن نشان دهنده کمترین فاصله از نقطه ای است که نسبت به خط اتصال آنالیز و تحلیل می شود. این تابع فاصله با استفداه از خطوط جداگانه (دو بعدی) یا سطوح جداگانه (سه بعدی) شناخته می شود و نشان می دهد که مقادیر منفی به یکی از سیالها برمیگردد و مقادیر مثبت به سیال دیگر
مقدار صفر نیز به مکان خط اتصال برمیگردد.
اما تابع هوی ساید خودش به چه صورت وارد روش تنظیم سطح فشرده می شود ؟
از آنجا که جرم و ویسکوزیته خاص در خط اتصال سطح ناپیوسته هستند ، در صورت عدم رفتار کافی مایعات در نزدیکی خط اتصال ، مشکل انتشار بیش از حد (گسترش خط اتصال) و نوسانات عددی پیش بینی می شود. برای کاهش و کمینه کردن این معضلات ، روش تنظیم سطح از یک تابع  هوی ساید صاف و وابسته به سلول استفاده می کند که به طور واضح موقعیت خط اتصال را مشخص می کند (∅ = 0).
انتقال در خط اتصال صاف نگه داشته می شود ، اما با ضخامت از مرتبه بزرگی اندازه سلول ، برای جلوگیری از وارد آمدن اغتشاشات با مقیاس طول برابر با مش به این دلیل که خط اتصال خاصیت پرش ناگهانی را از یک سلول به سلول بعد وارد می کند. (Unverdi and Tryggvason، 1992). برای بازسازی خصوصیات مواد جریان ، مانند جرم و ویسکوزیته خاص ، از تابع نشانگر دیگر ، I (∅)، از نوع Heaviside استفاده می شود:
{\displaystyle I(\varphi )={\begin{cases}0,&{\text{if }}|\varphi |<-\delta \Delta \\[8pt]{\dfrac {1}{2}}\left[1+{\dfrac {\varphi }{\delta \Delta }}+{\dfrac {1}{\pi }}\sin \left({\dfrac {\pi \varphi }{\delta \Delta }}\right)\right],&{\text{if }}|\varphi |\leq \delta \Delta \\[8pt]1,&{\text{if }}|\varphi |>\delta \Delta \end{cases}}}       (1)
که δ یک ضریب تجربی است و معمولا مقدار آن از 1 تا 5 متغیر است. Δ مشخصه گسسته سازی مسئله است که با توجه به پدیده ای که شبیه سازی می کنیم متفاوت است. مقدار  δ  نشان دهنده یک خط اتصال با ضخامت سه سلول است، و بنابراین δΔ نشان دهنده نصف ضخامت خط اتصال است. توجه داشته باشید که در این روش، خط اتصال یک ضخامت مجازی(فرضی) دارد،همانطور که با یک تابع مسطح نمایش داده می شود. مشخصات فیزیکی مانند جرم ویژه و ویسکوزیته حرکتی نیز از روابط زیر محاسبه می شوند :
{\displaystyle \rho =(1-I)\rho _{1}+I\rho _{2}\qquad e\qquad v=(1-I)v_{1}+Iv_{2}}       (2)
که در آن ρ 1، ρ 2، V 1 2 و v جرم ویژه و ویسکوزیته حرکتی مایعات 1 و 2 هستند . معادله 2 می تواند به طور مشابه به سایر خواص مایعات اعمال شود.

## همچنین ببینید
- Zebra striping (computer graphics)
- G equation
- Advanced Simulation Library
- Volume of fluid method
- Image segmentation#Level-set methods
- Immersed boundary method
- Stochastic Eulerian Lagrangian method
- LSM/J Level-set method for drawing dynamical plane
- LSM/M Level-set method for drawing parameter plane
- Level set (data structures)
- VISPACK

## مراجع
1. ↑  Osher, Stanley; Sethian, James A (1988-11). "Fronts propagating with curvature-dependent speed: Algorithms based on Hamilton-Jacobi formulations". Journal of Computational Physics (به انگلیسی). 79 (1): 12–49. doi:10.1016/0021-9991(88)90002-2. {{cite journal}}: Check date values in: |date= (help)
2. 1 2  Osher, Stanley J.; Fedkiw, Ronald P. (2002). Level Set Methods and Dynamic Implicit Surfaces. Springer-Verlag. ISBN 978-0-387-95482-0.
3. 1 2  Sethian, James A. (1999). Level Set Methods and Fast Marching Methods : Evolving Interfaces in Computational Geometry, Fluid Mechanics, Computer Vision, and Materials Science. Cambridge University Press. ISBN 978-0-521-64557-7.
4. ↑  Enright, D.; Fedkiw, R. P.; Ferziger, J. H.; Mitchell, I. (2002), "A hybrid particle level set method for improved interface capturing" (PDF), J. Comput. Phys., 183 (1): 83–116, Bibcode:2002JCoPh.183...83E, doi:10.1006/jcph.2002.7166

## لینک های خارجی
- برای بسیاری از تصاویر و انیمیشن های خیره کننده ، به صفحه وب دانشگاهی رونالد فدکیو مراجعه کنید که نشان می دهد چگونه می توان از روش تنظیم سطح برای مدل سازی پدیده های زندگی واقعی ، مانند آتش ، آب ، پارچه ، مواد شکستگی و غیره استفاده کرد.
- Multivac یک کتابخانه C ++ برای ردیابی جلو در 2D با روش های تنظیم سطح است.
- صفحه وب جیمز ستیان به روش تنظیم سطح.
- صفحه اصلی استنلی اوشر .